# Egidio Morbello
Egidio Morbello (Balzola, 19 agosto 1936) è un ex calciatore italiano.

## Carriera
Ala sinistra di grande efficacia attiva negli anni cinquanta e sessanta approdò nel 1955 al Casale, in IV Serie, dopo la gavetta nella squadra del suo paese, l'U.S. Balzolese. Nella stagione 1956-57 esordì da titolare in Serie B con l'Alessandria, contribuendo con 11 reti alla promozione in massima categoria della squadra grigia.
La veloce ascesa di Morbello fu coronata dall'ingaggio da parte della Roma, con cui esordì in Serie A nella stagione 1957-58 senza trovare spazio tra i titolari. Nel 1958 fu ceduto alla SPAL come parziale contropartita dell'astro nascente Zaglio. Paolo Mazza lo schierò in prima squadra e le buone prestazioni fornite dal calciatore nelle stagioni 1958-59 e 1959-60 ne rilanciarono le quotazioni; con un'ingentissima offerta di 70 milioni di lire se lo aggiudicò l'Inter, che già negli anni precedenti aveva acquistato dalla SPAL Costanzo Balleri e Armando Picchi, oltre agli ex Bugatti e Zaglio.
All'Inter, con cui vinse lo scudetto 1962-63, fu messo in ombra dal mancino Mario Corso, da Lorenzo Bettini e Gerry Hitchens, oltre che da un altro ex spallino, Di Giacomo. Trovò comunque spazio anche in Coppa delle Fiere e in Coppa Italia. Nel 1963 passò al Messina neopromosso in A, rimanendovi per due stagioni.
Ha disputato 145 partite in Serie A segnando 33 reti e 34 con 11 reti in B; vive oggi a Desio.

## Palmarès
Campionato italiano: 1 
Inter: 1962-1963